# لی اونگ کیونگ
لی اونگ کیونگ (کره‌ای: 이응경؛ زادهٔ ۳ فوریه ۱۹۶۶) بازیگر اهل کره جنوبی است. او حرفه بازیگری خود را در سال ۱۹۸۷ آغاز کرد و در مجموعه‌های تلویزیونی همچون قصر رؤیاها و خواهر بزرگتر ئه‌جا، مین‌جا ایفای نقش کرده‌است. از آثار دیگر او می‌توان به تو بهترینی اشاره کرد.